# رسول یونان
رسول یونان متولد ۱۳۴۸ شاعر، نویسنده و مترجم ایرانی است.
او در دهکده ای کنار دریاچه ارومیه به دنیا آمد. هم‌اکنون ساکن تهران است. او تاکنون چند دفتر شعر به چاپ رسانده‌است. گزیده‌ای از دو دفتر شعر رسول یونان با عنوان «رودی که از تابلوهای نقاشی می‌گذشت» توسط واهه آرمن به زبان ارمنی ترجمه شده و در تهران به چاپ رسیده‌است.
آثاری از او نیز توسط مریوان حلبچه‌ای و محمد مرادی‌نصاری به کردی سورانی و کردی کلهری ترجمه شده‌است.
مجموعه ترانه‌های او، با عنوان «یه روزی یه عاشقی بود» توسط سعیده سادات سیدکابلی به فرانسه ترجمه شده و از سوی انتشارات کریستف شُمان در کشور فرانسه به چاپ رسیده‌است.
او از داوران جایزه ادبی والس بوده‌است.
در سال های اخیر، از "شعر" ، فاصله گرفته و به هنر "نقاشی" علاقمند شده است.
آثاری در زمینه نقاشی تولید و به فروش می رساند.

## برخی از کتاب‌ها
1. خیلی نگرانیم، شما لیلا را ندیدید (رمان، نشر افکار)
2. من یک پسر بد بودم (مجموعه شعر، نشر افکار)
3. پایین آوردن پیانو از پله‌های یک هتل یخی (مجموعه شعر، نشر افکار)
4. در را باید آرام باز کرد و رفت (ترجمه / گزیده اشعار رامیز روشن، نشر افکار)
5. پرواز یک تکه برف (ترجمه / شعر معاصر سین کیانگ، نشر افکار)
6. یانان یاشیل (ترجمه / شعر ترکی، نشر افکار)
7. روزهای چوبی (ترجمه / گزینه شعر جهان، نشر افکار)
8. روز بخیر محبوب من (مجموعه شعر)
9. کلبه‌ای در مزرعه برفی (مجموعه داستان)
10. گندمزار دور (مجموعه نمایش‌نامه)
11. کنسرت در جهنم (مجموعه شعر)
12. بنرجی چرا خودکشی کرد؟ (ترجمه/ رمان – شعر از ناظم حکمت)
13. یک کاسه عسل (ترجمه/ گزینه شعر ناظم حکمت)
14. فرشته‌ها (مجموعه داستان‌های مینی مال)
15. تلگرافی که شبانه رسید (ترجمه/ گزینه شعر ناظم حکمت)
16. بوی خوش تو (ترجمه/ گزینه شعر آذربایجان)
17. تخم مرغی برای پیشانی مرد شماره ۳ (نمایش‌نامه)
18. سنجابی بر لبه ماه (نمایش‌نامه)
19. یک بعد از ظهر ابدی (نمایش‌نامه)
20. جاماکا (مجموعه شعرهای ترکی)
21. دیر کردی ما شام را خوردیم (مجموعه داستان نشر نیماژ)
22. راه طولانی بود از عشق حرف زدیم (داستانهای فارسی نشر نیماژ)
23. وقت خواب است یوسف (نشرچلچله)
24. گندمزاردور (نشرچلچله)
25. آن مرد دروغ می‌گفت اینجا بلدرچین نیست (نشرچلچله)
26. اسکی روی شیروانی (نشر چشمه)